# Le belle immagini
Le belle immagini (Les Belles Images) è un romanzo di Simone de Beauvoir del 1966.

## Trama
Laurence è una donna in carriera sposata con Jean-Charles, un apprezzato architetto, e due figlie sensibili. I suoi genitori sono separati: la madre, Dominique, è una donna mondana alle prese con la fine della sua relazione con il ricco Gilbert, mentre il padre vive da solo nel suo mondo di pace e tranquillità. Laurence, pur amando il marito, ha una relazione extra-coniugale con Lucien. Quando però si accorge che questa le sottrae tempo che potrebbe dedicare alle figlie, decide di interromperla.

## Edizioni in italiano
- Simone de Beauvoir, Le belle immagini, traduzione di Clara Lusignoli, Einaudi, Torino 1967
- Simone de Beauvoir; Le belle immagini, traduzione di Clara Lusignoli, Einaudi, Torino 1975 ISBN 88-06-04291-2
- Simone de Beauvoir; Le belle immagini, traduzione di Clara Lusignoli, Einaudi, Torino stampa 1995 ISBN 88-06-42911-6
- Simone de Beauvoir; Le belle immagini, traduzione di Clara Lusignoli, Einaudi, Torino 2005 ISBN 88-06-17463-0